# 江﨑善三郎
江﨑 善三郎（えざき ぜんざぶろう、1933年〈昭和8年〉11月23日 - 2016年〈平成28年〉3月13日）は、日本の実業家。江﨑新聞店会長。静活社長。毎日新聞東京懇話会最高顧問。江崎とも表記される。旧姓田中。静岡市出身。

## 人物・来歴
1952年（昭和27年）、静岡県立静岡城内高等学校卒業。1956年（昭和31年）、慶應義塾大学文学部英文学科卒業。明治42年創業の江﨑新聞店３代目社長。1980年（昭和55年）、静活入社。静活、静岡オリコミ各社長、毎日新聞の主要販売所長で作る毎日新聞東京懇話会会長を務めた。1996年（平成8年） - 2012年（平成24年）、静岡県文化協会会長。2007年（平成19年）、静岡県と浙江省の友好提携二十五周年を記念して交流する派遣団団長。静岡県公立大学法人理事などを務めた。
2016年4月19日、静岡市民文化会館で行われた合同葬儀には、毎日新聞社社長朝比奈豊をはじめ多くの参列者を集めた。